# Paraplasma
Der Begriff Paraplasma (gr. paraplasma = „Gebilde“) bezeichnet Einlagerungen im Cytoplasma von Zellen. Dabei handelt es sich sowohl um Reservestoffe wie Fette und Kohlenhydrate, häufig Stärke, als auch um Stoffwechselabbauprodukte (Exkrete).
Dem Paraplasma als undifferenziertere Plasmabestandteile steht auch das Deutoplasma (gr. deuto- = „der zweite“) gegenüber, das alle Einschlusskörper wie Lipidtropfen, Dotterschollen oder Pigmentkörper bezeichnet.